# باشگاه فوتبال دینامو مسکو
باشگاه فوتبال دینامو مسکو (به روسی: Динамо Москва) یک باشگاه فوتبال در شهر مسکو در روسیه می‌باشد.
این باشگاه در سال ۱۹۲۳ تأسیس شده‌است.
لو یاشین دروازه‌بان اسطورهٔ دنیای فوتبال تمام دوران بازیش را در این باشگاه سپری کرده‌است.